# Nitroplasztisz
A nitroplasztisz bizonyos algafajok, például a Braarudosphaera bigelowii nitrogénkötő sejtszervecskéi. A korábban baktériumokra és archeákra korlátozottnak tekintett nitrogénkötést teszi lehetővé. Ez fontos a sejtbiológia és a mezőgazdaság-tudomány szempontjából.

## Felfedezés
1998-ban Jonathan Zehr, a Santa Cruz-i Kaliforniai Egyetem óceánökológusa ismeretlen DNS-szekvenciát talált, mely ismeretlen nitrogénkötő cianobaktériumhoz tartozott, melyet UCYN-A-nak („A” egysejtű cianobaktérium-csoport) nevezett el. Ugyanekkor Kjoko Hagino, a Kócsi Egyetem paleontológusa a gazda B. bigelowii tenyésztésén dolgozott.
A nitroplasztiszok létét először a B. bigelowii és az UCYN-A kölcsönhatását vizsgáló kutatók feltételezték 2012-ben. Eleinte feltételezték, hogy az UCYN-A könnyítette a nitrogénfixációt, például ammóniát biztosítva az algáknak. A Jonathan Zehr vezette későbbi tanulmányok azonban kimutatták, hogy az UCYN-A sejtszervecske.

## Szerkezet és működés
A nitroplasztiszok a sejtszervecskék jellemzőivel rendelkeznek két fontos kritériumnak (sejtosztódás során való öröklődés és gazdaseht által biztosított fehérjék) megfelelően. Képalkotási módszerek segítségével, kutatók képesek voltak megfigyelni hogy a nitroplasztisz a sejtel együtt osztódik, biztosítva jelenlétüket a leánysejtekben.

## Következmények
A nitroplasztiszok felfedezése ellentmond a nitrogénkötés prokariótákra való korlátozódásának. Szerkezetük és funkciójuk megértése lehetőségeket nyújt növények genetikai befolyásolására. A nitroplasztisz-funkcióért felelő génekkel a kutatók saját nitrogénjük fixálására képes növényeket állíthatnak elő, csökkentve a nitrogénalapú trágyák használatát és az ebből eredő környezetkárosítást.

## Fordítás
Ez a szócikk részben vagy egészben  a   Nitroplast című angol Wikipédia-szócikk ezen változatának fordításán alapul.  Az eredeti cikk szerkesztőit annak laptörténete sorolja fel. Ez a jelzés csupán a megfogalmazás eredetét és a szerzői jogokat jelzi, nem szolgál a cikkben szereplő információk forrásmegjelöléseként.